# Aspila pallida
Aspila pallida är en fjärilsart som beskrevs av Barend J. Lempke 1966. Aspila pallida ingår i släktet Aspila och familjen nattflyn. Inga underarter finns listade i Catalogue of Life.